# Tharra kassiphone
Tharra kassiphone är en insektsart som beskrevs av George Willis Kirkaldy 1907. Tharra kassiphone ingår i släktet Tharra och familjen dvärgstritar. Inga underarter finns listade i Catalogue of Life.